# Podgora (gmina Milići)
Podgora (cyr. Подгора) – wieś w Bośni i Hercegowinie, w Republice Serbskiej, w gminie Milići. W 2013 roku liczyła 91 mieszkańców.